# Dixella autumnalis
Dixella autumnalis är en tvåvingeart som först beskrevs av Johann Wilhelm Meigen 1838.  Dixella autumnalis ingår i släktet Dixella och familjen u-myggor. Inga underarter finns listade i Catalogue of Life.